# Čepca
La Čepca è un fiume della Russia europea nordorientale (Territorio di Perm', Repubblica Autonoma dell'Udmurtia e oblast' di Kirov), affluente di sinistra della Vjatka.
Nasce nella zona sudorientale delle alture della Kama, nel territorio del kraj di Perm'; si dirige dapprima verso sud-ovest, per curvare dopo poco prendendo direzione mediamente ovest/nord-ovest che manterrà fino fine del suo corso; nel suo basso corso "taglia" la regione modestamente rilevata degli Uvali della Vjatka, prima di sfociare nella Vjatka presso la città di Kirovo-Čepeck. Incontra nel suo cammino, oltre a quest'ultima, le città di Glazov e Zuevka, e il villaggio di Balezino,
I maggiori affluenti sono: Kosa (141 km), Svjatica (141 km), Lekma (127 km), Ubyt' (100 km) e Loza (127 km), tutti provenienti dalla sinistra idrografica.
Il fiume è gelato, mediamente, da novembre a fine aprile - primi di maggio; nei restanti periodi dell'anno, è navigabile per 135 km a monte della foce.